# SB 34 sorozat
Az SB 34 sorozat a Déli Vasút egy szerkocsisgőzmozdony-sorozata volt, amely egy magán vasúttársaság volt az Osztrák–Magyar Monarchiában.
Az újonnan megnyílt Brennerbahnra a Déli Vasút megrendelt tíz  négycsatlós mozdonyt a StEG mozdonygyárátl. A terveket az SB maga készítette.  A mozdonyokat 1867-ben szállították és a 34. sorozatba osztották be a 927-938 pályaszámok alá. A mozdonyok külsőkeretesek voltak mely széles rostély alkalmazását tette lehetővé. A gépek az átadás idején Ausztria legnehezebb és legerősebb mozdonyai voltak.
Az SB 170 sorozat üzembeállításával visszavonták őket a Brennerbahnról  és Mürzzuschlagban állomásoztak ahol a Semmeringbahnon voltak üzemeltetve.
1924-ben még kilenc  mozdony került  közülük Olaszország tulajdonába mint FS 455 sorozat de hamarosan selejtezték őket.

## Fordítás
- Ez a szócikk részben vagy egészben  a   SB 34 című német Wikipédia-szócikk fordításán alapul.  Az eredeti cikk szerkesztőit annak laptörténete sorolja fel. Ez a jelzés csupán a megfogalmazás eredetét és a szerzői jogokat jelzi, nem szolgál a cikkben szereplő információk forrásmegjelöléseként.-Az eredeti szócikk forrásai szintén ott találhatóak.

## Külső hivatkozások
- A típus története számokban